# Ente siciliano per la promozione industriale
L'Ente siciliano per la promozione industriale, in acronimo ESPI, venne costituito, con la legge regionale n° 18 del 7 marzo 1967, dalla Regione Siciliana, con il concorso del Banco di Sicilia, Irfis, Sicilcassa. L'Ente nacque con lo scopo di promuovere lo sviluppo industriale dell'isola, succedendo alla Sofis. È un ente dotato di personalità giuridica di diritto pubblico.
Dal 1999 è in liquidazione.

## Storia
Con la legge 20 marzo 1950 n° 29, la Regione Siciliana costituì un fondo speciale per l'acquisto di partecipazioni azionarie in società industriali.
Nel 1962 il fondo speciale venne soppresso, ma le finalità vennero affidate alla SO.FI.s spa Società finanziaria siciliana per azioni.
La nuova società, attraverso acquisizioni di partecipazione, mirava a favorire il rinnovo degli stabilimenti industriali e lo sviluppo industriale della Sicilia. Venuto meno il sostegno alle imprese in via di sviluppo, la So.Fi.S, venne posta in liquidazione, ed in sua vece si costituì l'Ente siciliano per la promozione industriale. Tra gli scopi costituzionali dell'ente, vi era la possibilità di costituire S.p.a o la partecipazione in altre società.
Nel 1973, la Regione Siciliana con la legge n° 50 autorizzò l'Espi ad emettere prestiti obbligazionari garantiti dalla Regione Siciliana.
Dal 1962 al 1980 i conti degli enti regionali siciliani, (EMS Ente minerario siciliano - AZASI - ESPI) si possono sintetizzare come segue:
| Investimenti produttivi | Risanamenti debitori |
| ----------------------- | -------------------- |
| 10%                     | 42%                  |

Da questi dati, emerge che una grossa fetta di denaro erogato dalla Regione, serviva a ripianare i debiti contratti dagli enti, a causa della notevoli perdite di esercizio delle società per azioni collegate.
Il Governo Regionale, considerato l'enorme spesa annuale che gravava pesantemente sui bilanci regionali, iniziò l'iter legislativo per la privatizzazione e nel caso degli enti economici, la soppressione, ponendo fine all'esperienza della regione imprenditrice.

### Lo scioglimento dell'ente
I disegni di legge del 1997 di iniziativa del Governo regionale per la privatizzazione, completano l'iter della legge della Regione Siciliana n° 5 del 20 gennaio 1999. Viene così dato l'avvio alla liquidazione dei tre enti, con la nomina di un commissario, Rosalba Alessi, che al 2017 non ha ancora completato la privatizzazione. Nel 2018 il governo Musumeci revoca l'incarico alla Alessi.

## Presidenti
- Giuseppe La Loggia 1967-1968
- Francesco Pignatone 1968-1971
- Francesco Coniglio 1971-1974
- Nicola Piazza 1977-1985
- Francesco Pignatone 1985-1993

### Commissari
- Francesco Pignatone (1993-1993)
- ... (1993-1995)
- Francesco Pignatone (1996-1996)
- Alberto Stagno d'Alcontres (1996-1998)
- Rosalba Alessi - comm. liquidatore (1999 - 2018)
- Americo Cernigliaro - comm. liquidatore (2018 - in carica)

## Struttura
- Assemblea dei partecipanti
- Consiglio di amministrazione
- Presidente e vicepresidente
- Collegio dei revisori (n°21)

L'Assemblea dei partecipanti aveva competenze sull'approvazione del bilancio e nella nomina di alcuni consiglieri di amministrazione.
Il Consiglio di amministrazione durava in carica 4 anni.

### Rapporti con la Regione
Il consiglio di amministrazione dell'Espi, era tenuto a comunicare al presidente della Regione Siciliana e agli assessorati competenti: Assessorato Regionale per l'Industria e Assessorato allo Sviluppo economico, tutte le deliberazioni dell'ente.
L'Assessorato per l'Industria poteva sospendere o annullare le deliberazioni del consiglio di amministrazione.

## Società collegate
Al momento della soppressione facevano parte del gruppo ESPI 24 società controllate o collegate. Tra queste:
1. Sicilvetro S.p.A.
2. Teleinform S.c.p.a.
3. Siciliana Gas S.p.A.
4. P.S.T.S. S.c.p.a.
5. C.T.M. S.c.p.a.
6. Bacini di Palermo S.p.A.
7. Casa vinicola Duca di Salaparuta
8. C.E.O.M. S.c.p.a.

### La privatizzazione delle società pubbliche
- Cessione dell'azienda vitivinicola Duca di Salaparuta  acquistata dalla Illva di Saronno
- Cessione della "Siciliana Gas" acquistata dall'Eni
- Cessione della Siciliana Gas Vendite S.p.A. acquistata dall'Eni
- Cessione della "Teleinform" acquistata dal CRES Centro per la ricerca elettronica in Sicilia
- Cessione della "Sicilvetro" acquisita dall'Avir, società americana del gruppo Owens-Illinois
- Cessione P.S.T.S. S.c.p.a.: quota ESPI trasferita alla Regione Siciliana
- Cessione Bacini di Palermo S.p.A.: quota ESPI venduta alla Bacini Siciliani
- Cessione C.T.M. S.c.p.a.: quota ESPI trasferita alla Regione Siciliana
- Cessione E.O.M. S.c.p.a.: quota Espi ceduta al Parco scientifico e tecnologico della Sicilia[5]